# Lom Kozolupy
Přírodní památka Lom Kozolupy byla vyhlášena v roce 1981 a nachází se zhruba 1,5 km jižně od vesnice Kozolupy v okrese Beroun. Chráněné území je ve správě AOPK ČR - Regionálního pracoviště Střední Čechy.

## Předmět ochrany
Důvodem ochrany je významná paleontologická lokalita.

### Popis oblasti
Lom je mezinárodně významným nalezištěm několika druhů ramenonožců, popsaných odtud v druhé polovině 20. století. V oblasti rostou ohrožené druhy rostlin, jedním takovým je mechorost tučnolístek tuhý (Aloina rigida). Podrobný zoologický průzkum lokality nebyl dosud proveden. Ze savců lze spatřit např. lišku obecnou (Vulpes vulpes) či jezevce lesního (Meles meles).